# Chemora
Chemora (em árabe: شمرة) é uma cidade localizada na província de Batna, no noroeste da Argélia. Sua população era de 17 074 habitantes, em 2008.